# الإشتعال (فلم)
الإشتعال (بالإنجليزية: Mashaal) هو فيلم أكشن بوليوود عام 1984. تم إنتاجه وإخراجه من قبل ياش تشوبرا، وقام ببطولته دليب كومار، وحيدة رحمن، أنيل كابور وراتي أجنيهورتي. عُرض الدور الذي لعبه أنيل كابور في البداية على أميتاب باتشان ثم على كمال حسن، ولكن بعد رفضهما العرض، ذهب الدور إلى أنيل كابور. يلعب فينود كومار (ديليب كومار) دور مواطن محترم ومطيع للقانون، لكنه يلجأ إلى الجريمة للانتقام. الفيلم مستوحى من المسرحية الماراثية أشرونتشي زالي بهولي التي كتبها الكاتب الماراثى فاسانت كانيتكار. تم إعادة إنتاج الفيلم باللغة المالايالامية تحت اسم إيثيل إينيوم فارو مع ماموتي الذي يلعب الدور الرئيسي.

## حبكة
فينود كومار هو رجل مستقيم وصادق، يدير صحيفة اسمها "الإشتعال". يكشف فينود عن المشاكل الموجودة في المجتمع بمساعدة صحيفته. ترى زوجة فينود، سودها، متشردًا يُدعى راجا وتحاول غرس بعض القيم والثقافة فيه. يشك فينود في هذا الأمر، لكنه يقبل عندما يخبرهم راجا عن طفولته المأساوية ويصل إلى اعتبار سودها شخصية أمومية. وأخيرًا، يقرر فينود مساعدة راجا بإرساله إلى بنغالور لإكمال تعليمه ليصبح صحفيًا. أثناء لقاءاته المتكررة مع فينود وسودها، يتعرف راجا على جيتا، وهي صحفية طموحة ومساعدة في صحيفة فينود، ويقعان في الحب.
أثناء تحقيقاته، يكتشف فينود أن إس. كيه. فاردهان، وهو رجل ثري ومحترم في المجتمع، هو وراء العديد من الممارسات الخاطئة. يبدأ فينود في فضح أعمال إس. كيه. غير المشروعة في الاتجار بالمخدرات وبيع الخمر. في البداية، يحاول إس. كيه. شراء صمت فينود عن طريق رشوته، ولكن عندما يقرر فينود الوقوف في وجه إس. كيه.، يلحق الأخير البؤس بفينود عن طريق طرده من منزله المستأجر عن طريق المالك. في تلك الليلة، أحرق رجال إس. كيه. مكتب صحيفة فينود. عاجزين، وفي الشوارع، تضرب المأساة فينود وسودها بشكل أكبر عندما تموت سودها، التي كانت مريضة، على الطريق، تاركة فينود في حالة من الاضطراب والحزن.
أدرك فينود المحبط أن إس. كيه. سوف يتفوق عليه دائمًا، نظرًا لأن الناس يدعمونه أيضًا. بدلاً من محاولة فضح إس. كيه. قرر فينود الآن اتباع خطى إس. كيه. من أجل تدميره. يبدأ فينود، بالتعاون مع كيشوريلال، في إنتاج الخمر غير المشروع وينخرط في أعمال غير قانونية أخرى لكسب المال - الشيء الذي يشعر فينود بأثر رجعي أنه كان يفتقر إليه، ونقصه أدى إلى المآسي في حياته. وسرعان ما أصبح فينود ثريًا. وفي الوقت نفسه، لا يعلم راجا، الذي يتواجد في بنغالور لإتمام دراسته، بهذه التطورات. الشخص الوحيد الآخر الذي تعرض لهذه الحقيقة هي جيتا، التي شعرت بالاستياء من فينود وبدأت العمل في صحيفة أخرى.
أصبحت أعمال فينود الآن تشكل تهديدًا لإمبراطورية فاردان. قريباً، يعود راجا بعد إكمال تعليمه ويلتقي بفينود ويتفاجأ برؤية أن نمط حياة الأخير قد تغير، لكنه لا يعرف الحقيقة.
يلتقي راجا بمونا، صديقه القديم، الذي يعلم منه أن زعيم جريمة جديد قد دخل المعركة واكتسب موطئ قدم في عالم الخمر والمخدرات. يقرر راجا الكشف عن هذا المجرم، الذي، دون علمه، هو فينود نفسه. يشعر فينود بالانزعاج عندما يعلم أن راجا يحاول تفكيك إمبراطوريته، لكنه لا يوقفه. يبدأ راجا العمل مع دينيش، وهو صحفي آخر تعمل معه جيتا أيضًا. تؤدي مناقشة عرضية بين راجا ودينيش وجيتا إلى الكشف عن أن فينود هو في الواقع زعيم المخدرات الجديد. يصاب راجا بالحيرة عندما يعلم هذا، ويذهب لمقابلة فينود لمواجهته بشأن هذا الأمر. يقبل فينود الحقيقة ويخبره بما حدث. بعد اضطراب عاطفي وتفكير عميق، يقرر راجا أنه سيستمر على الطريق الصحيح الذي علمه إياه فينود، حتى لو كان هذا يعني فضح الشخص الذي كان يعامله مثل ابنه، باعتباره مجرمًا. يشعر فينود بالتواضع عندما يخبره راجا أنه لا يزال ينظر إلى فينود باعتباره مرشده، حيث يمنحه فينود مباركته لمواصلة العمل الذي اختاره.
في هذه الأثناء، يصل العداء بين فينود وإس. كيه. إلى ذروته عندما يبدأ راجا في الكتابة عن كليهما. وأخيرًا، يقوم إس. كيه. باختطاف راجا ويهدده. يدخل فينود وينقذ راجا، قبل أن يقاتل مع إس. كيه. ويقتل فينود إس. كيه. عن طريق رميه في عجلات المطبعة. كيشاف، أحد أتباع إس. كيه. يحاول إطلاق النار على راجا، لكن فينود يأتي بينهما ويتعرض لإطلاق نار مميت. يتم القبض على كيشاف، بينما يموت فينود بين أحضان راجا، سعيدًا وراضيًا في النهاية.

## أغاني
| #  | عنوان                                                            | المدة |
| -- | ---------------------------------------------------------------- | ----- |
| 1. | "Zindagi Aa Raha Hoon Main"                                      | 05:50 |
| 2. | "Om Namah Shivaye Sanso Ki Sargam Pe Dhadkan Ye"                 | 03:50 |
| 3. | "Mujhe Tum Yaad Karanaa Aur Mujhako Yaad Aanaa Tum"              | 04:21 |
| 4. | "O Holi Aayee, Holi Aayee Dekho Holi Aayee Re"                   | 05:35 |
| 5. | "Footpathon Ke Ham Rahane Vaale, Raaton Ne Paalaa Ham Vo Ujaale" | 06:36 |

## روابط خارجية
- الإشتعال على موقع IMDb (الإنجليزية)
- الإشتعال على موقع روتن توميتوز (الإنجليزية)
- الإشتعال على موقع نتفليكس (الإنجليزية)
- الإشتعال على موقع قاعدة بيانات الفيلم (الإنجليزية)
- الإشتعال على موقع ليتربوكسد (الإنجليزية)
- الإشتعال على موقع كينوبويسك (الروسية)